# Edouard Isango Nkoyo
Edouard Isango Nkoyo (* 1. April 1973 in Kinshasa, Demokratische Republik Kongo) ist ein kongolesischer römisch-katholischer Geistlicher und Weihbischof in Kinshasa.

## Leben
Edouard Isango Nkoyo besuchte das Knabenseminar und absolvierte anschließend das Propädeutikum am Seminar Cardinal Malula in Kinshasa. Er studierte Philosophie und Theologie an den Priesterseminaren Saint André Kaggwa und Saint Jean XXIII in Kinshasa. Nach weiteren Studien von 1999 bis 2002 an der Université Catholique du Congo erwarb er das Lizenziat in Philosophie und sammelte in dieser Zeit auch seelsorgliche Erfahrungen in der Pfarrei Notre Dame de la Sagesse in Kinshasa. Am 4. August 2002 empfing er das Sakrament der Priesterweihe für das Erzbistum Kinshasa.
Nach der Priesterweihe arbeitete er bis 2003 in der Kanzlei des Erzbistums mit und war anschließend bis 2009 und erneut von 2017 bis 2018 akademischer Sekretär des Priesterseminars Saint André Kaggwa. Von 2010 bis 2016 hielt er sich für ein Promotionsstudium an der Hochschule für Philosophie München in Deutschland auf. In dieser Zeit war er auch im Erzbistum München und Freising in der Seelsorge tätig. Von 2018 bis 2020 war er Subregens und bis 2021 Regens des Priesterseminars Saint André Kaggwa. Ab 2021 war er Kanzleisekretär des Erzbistums Kinshasa und Exekutivsekretär der Provinzialversammlung der Bischöfe in Kinshasa.
Papst Franziskus ernannte ihn am 15. Juli 2023 zum Titularbischof von Utimmira und zum Weihbischof in Kinshasa. Der Erzbischof von Kinshasa, Fridolin Kardinal Ambongo Besungu OFMCap, spendete ihm am 9. September desselben Jahres die Bischofsweihe. Mitkonsekratoren waren der emeritierte Bischof von Boma, Cyprien Mbuka CICM, und der Bischof von Idiofa, José Moko Ekanga PSS.

## Schrift
- Prigogines Theorie dissipativer Strukturen. Naturphilosophische und erkenntnistheoretische Betrachtungen. (Dissertation), Herbert Utz Verlag, München 2016, ISBN 978-3-8316-4582-4.